# 小説帝銀事件
『小説帝銀事件』（しょうせつていぎんじけん）は、松本清張の長編小説。『文藝春秋』に連載され（1959年5月号 - 7月号）、1959年11月に文藝春秋新社から単行本が刊行された。連合国軍占領下の1948年1月に起こった帝銀事件をもとに、フィクションの形で推理を展開した長編小説である。第16回文藝春秋読者賞受賞作品。
本作を原作とする1980年のテレビドラマ『帝銀事件』についても併せて述べる。

## あらすじ
白い霧が匍い上がっている峪間を望む京都市内のホテルのロビーで、R新聞論説委員の仁科俊太郎は、元警視庁幹部の岡瀬隆吉に出会う。ひとりの外国人を見かけた岡瀬は、GHQで防諜部門を受け持っていたとの噂だった男のことを思い出し、「アンダースンですよ」「私は、また、あいつが日本に来たかと思った」と忌々しい表情で言うが、政府関係者に威しをかけ、占領中に悪名を流したアンダースンの思い出を話すうち、岡瀬は「帝銀事件のときでも、警視庁にやって来て…」と漏らす。あわてて話題を変える岡瀬の様子に、仁科はアンダースンと帝銀事件に何か関係があるのかと疑問を抱く。
仁科は新聞社の検察庁・裁判所を廻る係から、帝銀事件の捜査記録や検事調書、裁判記録、精神鑑定書、弁論要旨などの謄写版を取り寄せて読み耽る。被疑者の平沢貞通について、多くの間接証拠にもかかわらず、直接の物的証拠は薄弱であり、マスコミが大衆感情を煽り、世論が平沢を極悪非道の兇悪犯にしたという感想を抱く。しかし、果たして帝銀事件にGHQが関与していたかどうかは確信が持てないまま、自分の無力さを呟いて終わる。

## 主な登場人物
- 原作における設定を記述。

仁科俊太郎
R新聞の論説委員。帝銀事件の発生時は、特派員としてロンドンに居た。
平沢貞通
北海道のテンペラ画家。帝銀事件被疑者として拘束される。たびたび嘘をつき虚言癖がある。
古志田三郎
警部補。安田銀行荏原支店が保存していた名刺の捜査を担当する。平沢貞通犯人説を熱心に主張する。
稲佐
東京地方検察庁の検事。
山村
警視庁刑事部長。帝銀事件捜査の総指揮官の立場にある。
前岡
警視庁捜査一課長。捜査開始当初の主流であった、旧軍関係者の捜査の急先鋒。
松井蔚
厚生技官で医学博士。東北地区駐在防疫官の履歴を持つ。
吉田武次郎
帝国銀行椎名町支店長代理。
田中徳和
帝国銀行椎名町支店出納係。
村田正子
帝国銀行椎名町支店預金係。
平沢マサ
平沢貞通の妻。
山口伊豆夫
平沢貞通の次女の夫で船舶運営会に勤務。
市川
船舶運営会の経理部主計課第二係長。
広瀬昌子
船舶運営会の事務員。
古畑種基
東京大学教授。毒物の専門的知識を持たない素人の犯行説を主張する。

## エピソード
- 本作ラストの「日本警察の捜査からGHQの壁を防衛するために、アンダースンが当時警察に出て来たという仁科の想像も、元高官の洩らした一言に彼が勝手にとびついて、ひき回されたということかもしれない」の一文、および「新聞社の論説委員会の席でも、仁科のテーマは敬遠されて断られたばかりであった」の一文は連載時には無く、単行本化時に加えられた。物語冒頭近くのアンダースンをめぐる仕掛けの打ち消し（GHQ関与説の相対化）が、単行本化時に追加された形となっている[7]。
- 本作発表の翌1960年、著者はノンフィクションの形式で「画家と毒薬と硝煙 -再説帝銀事件」（『日本の黒い霧』第8話、単行本化時に「帝銀事件の謎」に改題）を発表、同作では、平沢貞通無罪説に重点を置いた本作とは異なり、事件の「真犯人」の推定に重点が置かれている[8]。
- 南富鎭は、本作は小説の形式で書かれたものの「（『日本の黒い霧』収録の）「帝銀事件の謎」より遥かに分量が多く、精緻で、事件と裁判を丁寧にたどっている」と評し、また、事件を小説（フィクション）と評論（ノンフィクション）の両方の形式で扱う方法は、本作連載後にBOACスチュワーデス殺人事件を素材として発表された「「スチュワーデス殺し」論」『黒い福音』と共通することを指摘している[9]。
- 高橋敏夫は、「帝銀事件の謎」と比較して『小説帝銀事件』は、新聞と記者をめぐる記述が執拗に繰り返され、著者のジャーナリズムおよびジャーナリストのネガティブな現状への批判が顕著と指摘し、「帝銀事件に直面した同時代の新聞と記者たちの錯誤と敗退の物語」と述べている。単行本化時のラストの追加についても「ネガティブさをいっそう際立たせようとしているかにみえる」と指摘している[7]。
- 江川紹子は、最も思い入れのある清張作品として本作を挙げ、フリーランスとなった当初に本作を再読し、雑誌向けの原稿の書き方を学んだと述べている[10]。
- 2022年12月29日および30日に、NHKのテレビ番組「NHKスペシャル」で、未解決事件 File.09「松本清張と帝銀事件」が2夜連続で放送、12月29日の第1部は実録ドラマ『松本清張と「小説 帝銀事件」』として、著者が本作を小説として発表するかノンフィクションとして発表するか葛藤するストーリーが描かれた。

## テレビドラマ
「帝銀事件」のタイトル（サブタイトル「大量殺人 獄中三十二年の死刑囚」）で、1980年1月26日（21:02-23:44）に、「土曜ワイド劇場」枠にて放映。帝銀事件発生から32年後の同じ日付の放送となった。第17回ギャラクシー賞（月間賞）受賞作品。視聴率23.7%（ビデオリサーチ調べ、関東地区）。 霧プロダクションが関与した最初のテレビドラマ作品。
キャスト
- 平沢貞通 - 仲谷昇
- 稲佐検事 - 橋本功
- 山村刑事部長 - 浜田寅彦
- 前岡捜査一課長 - 稲葉義男
- 田村政子 - 木村理恵
- 平沢マサ - 大塚道子
- イートン中佐 - ジェリー・ククルスキー
- 政界真相社の男 - 小松方正
- 山中中佐 - 戸浦六宏
- 西川道彦 - 暮林修
- 明石警部補 - 中谷一郎
- 古志田警部補 - 田中邦衛
- ナレーション - 福田豊土
- 神山寛、山本清、武内亨、早川純一、青木卓、林孝一、依田英助、山本幸栄、相原巨典、阿部希郎、荒瀬寛樹、阿部渡、猪野剛太郎、池内彦祥、今井健太郎、市川勉、宇都宮則幸、入江正徳、沖秀一、大木史郎、大山豊、大矢兼臣、加島潤、小田草之介、勝田久、加地健太郎、金沢寿一、加藤精三、岸本功、岸野一彦、清川元夢、木村四郎、櫛田拳三、小寺大介、桑原たけし、小林尚臣、木場剛、小森英明、小森威典、才川祐二、斉藤英雄、篠田薫、佐藤和男、志馬琢哉、篠原靖夫、下坂泰雄、島村卓志、高木信夫、鈴木泰明、竹内靖、高杉和宏、土田桂司、近松敏夫、永井玄哉、富田博之、羽生昭彦、中村龍史、星一、広森信吾、丸山詠二、保科三良、水谷敏行、町田幸夫、村瀬正彦、宮田光、森篤夫、村上幹夫、山谷康司、山田博行、山中康司、山口純平、山本武、山本一人、横尾三郎、横山茂、和甲拓、麻ミナ、阿部慶子、有紀早苗、浅利悦子、伊藤晶子、伊倉一恵、北島京子、岸本みゆき、坂元美智子、酒井栄子、高山千草、杉山絹江、野川ひとみ、谷よしの、原ひさ子、花悠子、逸見慶子、古川小夜子、三上由起、三上昭子、水木涼子、荻原かをる、田口光子、山岸利子、内田靖子、谷口リカ

スタッフ
- 脚本 - 新藤兼人
- 監督 - 森﨑東
- 監修 - 野村芳太郎
- 企画 - 霧プロダクション
- プロデューサー - 荻野隆史（テレビ朝日）、佐々木孟（松竹）
- 記録 - 小沢洋子
- 音楽 - 佐藤勝
- 撮影技術 - 小杉正雄
- 録音 - 鈴木正男
- 照明 - 佐久間丈彦
- 編集 - 池田禅
- 現像 - 東洋現像所
- 美術 - 重田重盛
- 装置 - 川添善治
- 装飾 - 磯崎昇
- 美粧 - 吉野桂子
- 衣裳 - 松竹衣裳
- 制作協力 - 俳優座映画放送、東京俳優生活協同組合
- 制作 - テレビ朝日、松竹

| テレビ朝日系列 土曜ワイド劇場                                      | テレビ朝日系列 土曜ワイド劇場                            | テレビ朝日系列 土曜ワイド劇場               |
| 前番組                                                             | 番組名                                                   | 次番組                                      |
| ------------------------------------------------------------------ | -------------------------------------------------------- | ------------------------------------------- |
| テレビドラマ殺人事件 影の告発 （原作：土屋隆夫） （1980年1月19日） | 帝銀事件 大量殺人 獄中三十二年の死刑囚 （1980年1月26日） | 京都殺人案内2 呪われた婚約 （1980年2月2日） |